# 9993 Kumamoto
9993 Kumamoto è un asteroide della fascia principale. Scoperto nel 1997, presenta un'orbita caratterizzata da un semiasse maggiore pari a 2,5364429 UA e da un'eccentricità di 0,0538875, inclinata di 10,68559° rispetto all'eclittica.
L'asteroide è dedicato alla città giapponese Kumamoto.